# Assur-nirari III
Assur-nirari III (fl. XIII-XII secolo a.C.) era il nipote di Tukulti-Ninurta I e potrebbe aver succeduto allo zio Assur-nadin-apli al trono. Il padre di Assur-nirari, ovvero Assur-Nasir-pal, aveva partecipato alla cospirazione che aveva portato all'assassinio di Tukulti-Ninurta I. Gli anni del suo regno sono poco datati e non sembra esserci alcuna limmu sul suo conto. Egli potrebbe essere stato solamente un usurpatore negli anni caotici seguenti alla morte di Tukulti-Ninurta I.